# Битва на Кошарах
Битва на Кошарах (серб. Битка на Кошарама/Bitka na Košarama; алб. Beteja e Kosharës) — битва Косівської війни, що відбулася між ЗС Союзної Республіки Югославія та Армією визволення Косова, що підтримувалася ВПС країн НАТО та Сухопутними військами Албанії. Битва йшла з 9 квітня по 10 червня 1999 року в районі містечка Кошаре, під час бомбардувань Югославії. Ця битва вважається однією з найбільш кровопролитних в історії Косівської війни й отримала в югославській історіографії назву «Пекло Кошар» (серб. Пакао Кошара/Pakao Košara).
Початковий план АВК полягав у висуванні в Косово з боку Албанії, перерізанні ліній комунікацій для югославських військ та захопленні Метохії. Повстанці зуміли захопити прикордонний пост у Кошарі та певні території завдяки артпідготовці, проведеній албанськими військами, та авіанальотам НАТО на югославські стратегічно важливі об'єкти. Проте подолати другу лінію оборони югославських військ албанці не зуміли.

## Підготовка до операції
Між югославськими та албанськими прикордонниками ще до початку бомбардувань НАТО сталося кілька перестрілок, причому на боці албанських прикордонників нерідко виступали члени АВК. Приводами для перестрілок були випадки, коли югослави ловили контрабандистів, які незаконно ввозили зброю на територію Косова та Метохії. До кінця 1998 року АВК була відтіснена сербськими армією та поліцією, пішовши на територію Албанії і продовживши звідти здійснювати вилазки на території СРЮ. Після провалу переговорів у Рамбуйї участь НАТО у вирішенні конфлікту стала неминучою, і з 24 березня 1999 року територія Югославії та великі міста країни (зокрема Белград) зазнавали бомбардувань з боку авіації НАТО.
Для надання військової допомоги албанцям до Албанії було направлено 12 тисяч солдатів контингенту НАТО (у тому числі 5 тисяч солдатів збройних сил США) і доставлено техніку у вигляді понад 30 танків і 26 гелікоптерів Apache. Албанці, використовуючи військову допомогу НАТО, планували атакувати позиції ЗС Югославії біля прикордонного посту в Кошарі, щоб забезпечити прорив частин АВК та албанських добровольців за допомогою збройних сил Албанії та виманити частини ЗС Югославії на відкритий бій, щоб забезпечити можливості для авіанальотів НАТО, оскільки літаки НАТО не досягли успіху в знищенні сухопутних підрозділів югославів. Підсумком мали стати захоплення Джяковиці, перетин дороги між Джяковицею і Призреном із перспективою захоплення всієї Метохії.

## Хронологія

### 9— 13 квітня
9 квітня 1999 року о 3 годині ранку з албанського боку албансько-югославського кордону в напрямку прикордонного поста Кошаре, контрольованого югославськими військами, були зроблені перші постріли з артилерії. Албанці атакували з трьох боків: у напрямку Раса-Кошарес (алб. Rrasa e Koshares), у напрямку прикордонного посту Кошаре та у напрямку Майя-Глава. Першу атаку на югославські позиції розпочали 136 солдатів АВК; на своїх позиціях перебувало не більше 200 солдатів югославської армії. Упродовж першого дня, за албанськими джерелами, було вбито 4 членів АВК і 23 солдати югославської армії. Члени АВК зайняли позиції на горі Раса-е-Кошарес та обкопалися. Згідно з сербськими джерелами, бійцям АВК допомагали інструктори зі спецпідрозділів Великобританії, Франції, Німеччини та Італії.
Бій тривав до наступного ранку: завдяки артпідготовці албанці зайняли Майя-Главу і продовжили обстріл прикордонного посту в Кошарі, змусивши югославських солдатів залишити свої позиції (за наказом майора Драгутіна Димчевські югослави залишили Майя-Главу та одну з прикордонних застав). О 19:00 албанці зайняли прикордонний пост, а пізніше албанців на прикордонному посту зняли на плівку іноземні журналісти з Associated Press, CNN та BBC. Югослави відступили до другої лінії оборони, яку було легше захищати. Третього дня югославські резервні частини прибули на допомогу 1-й армії; Тієї ж ночі загін АВК перерізав одну лінію комунікації югославських військ і вивів з ладу БТР BOV, а основні сили албанців атакували позиції югославів в Опіязі, проте зазнали великих втрат і відступили. Наступні атаки албанців на другу лінію оборони югославів закінчувалися невдало, тоді як югослави чекали підходу підкріплень у вигляді підрозділів артилерії та спецназу. 13 квітня 1999 року на югославсько-албанському кордоні стався інцидент у Крумі.

### 14 квітня— травень
Артилерія сухопутних військ Албанії та АВК продовжувала обстріл югославських позицій із захоплених Майя-Глави та Раса-Кошарес. 14 квітня югослави здійснили контратаку на Майя-Главу: відстань між окопами югославів та албанців не перевищувала 50 м. Югослави не зуміли повністю відбити Майя-Главу, проте не дозволили албанській артилерії вести обстріли. Ця ділянка фронту стабілізувалася до кінця війни. Водночас на Раса-Кошарі змін не було, а обидві сторони зазнали тяжких втрат: югослави гинули під артилерійським вогнем, албанці гинули при спробі прорвати другу лінію оборону югославів.
На початку травня югослави кілька разів намагалися відбити блокпост Кошаре, проте через те, що албанці постійно накривали артилерійським вогнем їх позиції, атаки зазнавали невдач. 6 травня чергова югославська контратака і спроба нейтралізувати артилерію не мали успіху і обернулися великими втратами з боку югославів. 10 травня югославами було відправлено два танки Т-55, які прорвалися за лінію оборони албанців і просунулися на 100 м, хоча албанці тримали висоту. У ніч з 10 на 11 травня під час авіанальоту НАТО було скинуто касетні бомби на югославські позиції: жертвами нальоту стали 8 солдатів і один офіцер, близько 40 були поранені. Албанці, користуючись цим, відкинули югославів.
У середині травня югослави після серії сутичок закріпилися у містечку Мрчай, а наступних сутичках АВК змушена була відступити і цим дозволила югославам зайняти незахищені позиції. 22 травня черговий авіаналіт НАТО обернувся бомбардуванням позицій АВК: унаслідок помилкової атаки жертвами бомбардувань стали 7 або 67 бійців АВК, причому дехто з албанських бійців стверджував, що авіація НАТО навмисно атакувало албанські казарми. Авіанальоти НАТО тривали упродовж травня, під час деяких нальотів гинули і мирні жителі.
Загалом у битві за Кошарі з югославського боку, за деякими даними, взяли участь близько 1000 військовослужбовців ЗС Югославії.

## Наслідки

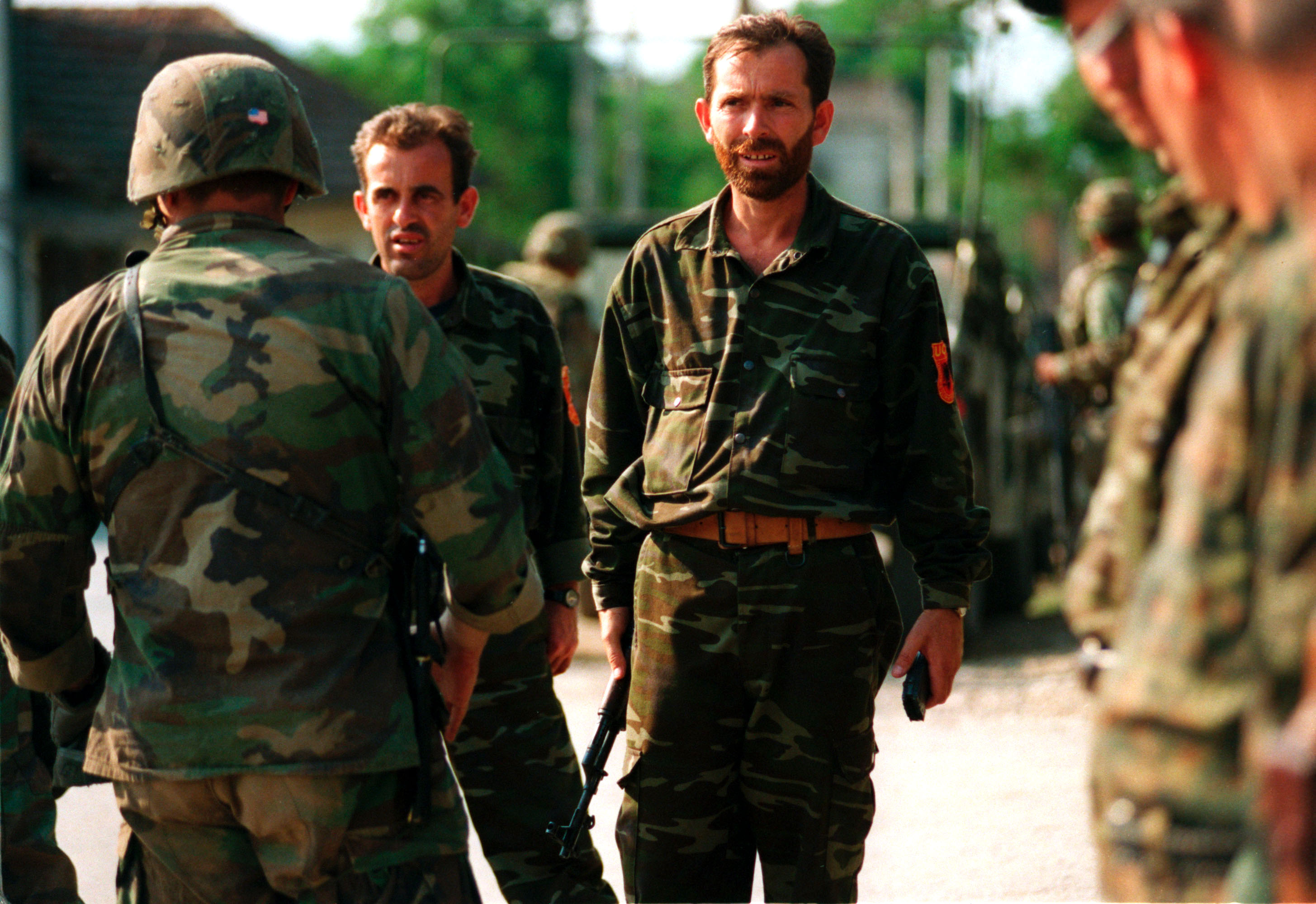
Члени АВК повертають зброю Корпусу морської піхоти США 30 червня 1999 року

### Політичні
Куманівська військово-технічна угода поклала край і битві за Кошаре та бомбардуванням Югославії. Згідно з угодою, збройні сили Югославії, воєнізовані організації та військова поліція мали залишити Косово, щоб поступитися місцем миротворчому контингенту KFOR. Незважаючи на роззброєння Армії звільнення Косова, багато її членів, залишивши Косово, продовжили свою військову та політичну діяльність, взявши участь у конфлікті у Прешевській долині та сутичках у Македонії.

### Втрати
Згідно з заявою генерала Живановича, командира 125-ї мотострілецької бригади, в районі Кошарі загинули 108 бійців збройних сил Югославії (18 офіцерів, 50 рядових солдатів, 13 резервістів і 24 добровольці). Відповідно до книги «Герої Вітчизни» (серб. Јунаци Отаџбине/Junaci Otadžbine), в битві на Кошарах в 1999 році втрати югославського війська становили 96 осіб, а з урахуванням солдатів, загиблих в 1998 році, це число сягає 108 осіб.
Серед загиблих у боях за Кошару згадувалися двоє громадян Росії (Віталій Глібович Булах та Федір Федорович Шульга) та громадянин України Сергій Іванович Старцев, а також громадянин Фінляндії Пітер Олак та громадянин Данії на прізвище Нільсен. Під час бою в Кошарі загинуло також кілька службових собак югославських прикордонників. Багато із загиблих солдатів були відзначені державними нагородами.
9 квітня 1999
- рядовий Никола Попович (1979 р.н.)
- рядовий Мирослав Стоянович (1978 р.н.)

11 квітня 1999
- старший сержант Іван Васоєвич (1975 р.н.)
- рядовий Дарко Белобрк (1979 р.н.)
- рядовий Миленко Божич (1979 р.н.)
- рядовий Предраг Богосавлевич (1979 р.н.)
- рядовий Іван Богосавлевич (1978 р.н.)
- рядовий Радіша Іліч (1978 р.н.)
- взводний 1-го класу Драган Комаріца, контрактник (1969 р.н.)
- рядовий Сімо Попович (1979 р.н.)

14 квітня 1999
- капітан 1-го класу (капітан) Крунослав Іванкович (1964 р.н.)
- лейтенант Бобан Міліч (1974 р.н.)
- молодший лейтенант Предраг Леовац (1975 р.н.)
- молодший сержант Стоядин Томашевич (1979 р.н.)
- рядовий Десимир Селімович (1978 р.н.)
- рядовий Браніслав Негіч (1978 р.н.)
- рядовий Мирослав Паунович (1978 р.н.)
- рядовий Борислав Димитріч (1978 р.н.)
- рядовий Драган Трошич (1978 р.н.)
- рядовий Саша Йоргован (1978 р.н.)

15 квітня 1999
- рядовий Драган Мілічевич (1978 р.н.)
- взводний 1-го класу Бехлюль Усені (1972 р.н.)
- рядовий запасу Деян Петкович (1970 р.н.)
- рядовий запасу Янош Раук, доброволець (1954 р.н.)
- рядовий запасу Новіца Станкович, доброволець (1959 р.н.)

16 квітня 1999
- лейтенант Івіца Петкович (1968 р.н.)
- рядовий Ненад Голубович (1976 р.н.)
- рядовий Предраг Бойович (1979 р.н.)
- рядовий Любіша Божилов (1978 р.н.)
- рядовий запасу Джуро Гределевич, доброволець (1935 р.н.)
- рядовий запасу Милан Йокич, доброволець (1968 р.н.)
- рядовий запасу Івіца Іванович, доброволець (1955 р.н.)
- рядовий запасу Йосип Сич, доброволець (1953 р.н.)
- рядовий запасу Мілосав Йошович, доброволець (1960 р.н.)
- рядовий запасу Стоян Попович, доброволець (1968 р.н.)

16 квітня 1999 — все пропали без вести
- старший сержант Деян Мітич (1976 р.н.)
- рядовий Златко Ацич (1979 р.н.)
- рядовий Саша Іванкович (1979 р.н.)
- рядовий Душан Костич (1979 р.н.)
- рядовий Зоран Міятович (1979 р.н.)

17 квітня 1999
- рядовий Желько Михайлович (1979 р.н.)
- рядовий Славіша Міцич (1979 р.н.)
- рядовий Денис Джурич (1971 р.н.)

19 квітня 1999
- капітан 1-го класу (капітан) Срджан Кошанін (1968 р.н.)
- рядовий Насер Вучель (1977 р.н.)
- рядовий Іван Михайлович (1977 р.н.)

20 квітня 1999
- старший взводний 1-го класу Йован Тепавац (1957 р.н.)
- взводний 1-го класу Мирослав Маринков, контрактник (1971 р.н.)
- взводний 1-го класу Зоран Филипович, контрактник (1971 р.н.)
- взводний 1-го класу Зоран Милоевич, контрактник (1970 р.н.)
- молодший сержант Томіслав Костич, контрактник (1969 р.н.)
- рядовий Станоє Йованович (1978 р.н.)
- рядовий запасу Александр Кісін, доброволець (1972 р.н.)

21 квітня 1999
- молодший сержант Боян Богоєвич (1978 р.н.)

27 квітня 1999
- рядовий Тібор Церна (1978 р.н.)

28 квітня 1999
- рядовий запасу Радован Перич, доброволець (1950 р.н.)
- рядовий запасу Драган Петкович, доброволець (1953 р.н.)
- рядовий запасу Зоран Стаїч, доброволець (1964 р.н.)
- рядовий запасу Новіца Станкович, доброволець (1959 р.н.)
- рядовий запасу Владимир Несторович, доброволець (1977 р.н.)

29 квітня 1999
- молодший сержант Предраг Мілянич (1977 р.н.)
- рядовий запасу Живан Петрович (1966 р.н.)
- рядовий Мілован Йованович (1977 р.н.)
- рядовий Івіца Серафінович (1978 р.н.)
- рядовий Лазар Тішма (1978 р.н.)

4 травня 1999
- рядовий запасу Нікола Йосіч, доброволець (1956 р.н.)

5 травня 1999
- взводний 1-го класу Предраг Міланович (1970 р.н.)
- рядовий запасу Деян Місирлич (1976 р.н.)
- рядовий Дарко Милошевич (1978 р.н.)

6 травня 1999
- лейтенант Александр Джурович (1974 р.н.)
- взводний 1-го класу Горан Трифунович (1973 р.н.)
- рядовий Славко Крунич (1978 р.н.)
- молодший сержант Саша Коматович, контрактник (1972 р.н.) — пропав без вісти
- єфрейтор Владан Станойлович, контрактник (1974 р.н.) — пропав без вести

9 травня 1999
- рядовий Бобан Міленкович (1978 р.н.)

11 травня 1999
- рядовий Ізет Чолакович (1977 р.н.)
- рядовий Роберт Стошич (1976 р.н.)
- рядовий Милан Євтович (1978 р.н.)
- рядовий Боян Йованович (1978 р.н.)
- рядовий Олівер Таричич (1977 р.н.)
- рядовий Владімір Джорджевич (1978 р.н.)
- рядовий Саша Василевич (1979 р.н.)
- рядовий Драган Маринкович (1978 р.н.)
- молодший сержант запасу Мілан Кенич (1974 р.н.)
- рядовий запасу Міладін Доганджич (1960 р.н.)
- рядовий Саша Шкилевич (1971 р.н.)

13 травня 1999
- рядовий запасу Раде Антонич (1976 р.н.)
- молодший сержант Боян Радойкович (1977 р.н.)

16 травня 1999
- рядовий Зоран Іліч (1977 р.н.)

19 травня 1999
- старший лейтенант ВС РФ Віталій Глібович Булах, доброволець ЗС Югославії (1965 р.н.)
- рядовий запасу Зоран Веселич, доброволець (1972 р.н.)
- рядовий запасу Драги Лаліч, доброволець (1965 р.н.)

20 травня 1999
- рядовий Радіша Іліч (1978 р.н.)

21 травня 1999
- рядовий запасу Срджан Спасоєвич (1974 р.н.)

3 червня 1999
- рядовий запасу Любомир Роміч, доброволець (1949 р.н.)

6 червня 1999
- рядовий запасу Владислав Булатович (1974 р.н.)

За югославськими даними, АВК втратила близько 200 убитими, близько 80 % убитих членів АВК — косовські албанці (точна частка албанців з Албанії та Македонії не встановлена). Сербами також називаються два солдати країн НАТО, убиті в бою — француз Арно П'єр (1971 р.н.) та італієць Франческо Джузеппе Бідер (1961 р.н.) — і алжирець Мурад Мухаммед Алія, який бився на боці албанців; стверджується про знищення 5 танків сухопутних сил Албанії. Албанці стверджують про загибель не менше 113 солдатів АВК у боях за Кошаре.

## Пам'ять

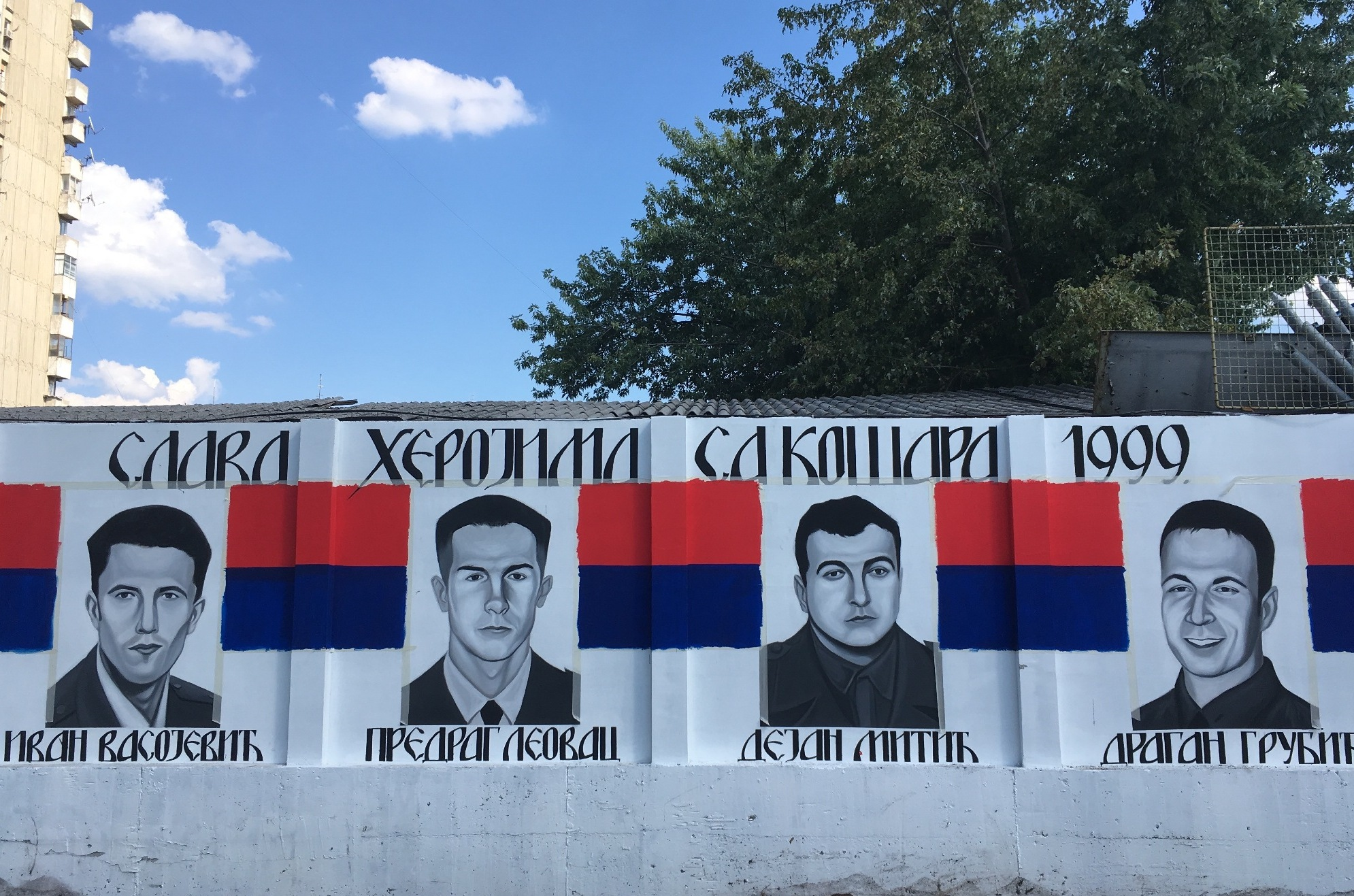
Графіті в Ниші із зображенням учасників бою: Івана Васоєвича, Предрага Леоваца, Деяна Мітича та Драгана Грубича

Події присвячено кілька документальних фільмів РТС, у тому числі фільм з елементами реконструкції «Військові вісті з Кошари» (серб. Ratne priče sa Košara). У районі Нові-Белград названо вулиця на честь загиблих у боях солдатів.
14 червня 2020 року режисер Бальша Джього та сценарист Джьордже Милосавлевич оголосили про майбутній початок зйомок художнього фільму про події в Кошарі.

### ЗМІ
- Jačanje upada iz Albanije. Glas javnosti. 11 листопада 1999.
- Miroslav Lazanski (9 січня 2009). КО ЈЕ ПРЕВАРИО ГЕНЕРАЛА. Политика.
- Jonathan Steele (17 липня 1999). Ghost village marks the battle that ended the war. The Guardian.
- Na današnji dan počela bitka na Košarama – poginulo 108 pripadnika VJ. Građanin. 9 квітня 2015.
- Miloš Đorelijevski (14 червня 2016). HEROJI KOŠARA: Da li je sve bilo uzalud?. Mondo.
- Kosovska vlada: Bitka na Košarama imala sveti cilj - razbijanje veštačke granice koja razdvaja Albance u dve odvojene države. KSP. 2015. Архів оригіналу за 23 червня 2017. Процитовано 2 липня 2020.
- Mihailo Medenica (3 квітня 2011). Košare, zadnja vojna pošta srpskih junaka. Press online.
- Dimitrije Marković (9 квітня 2015). На данашњи дан 9. априла 1999. био је Велики петак и почела је битка за Кошаре (ВИДЕО). KM Novine.
- Battle of Kosare: When 200 heroes stood against 2000 KLA and NATO soldiers. inSerbia. 12 квітня 2015. Архів оригіналу за 14 жовтня 2016. Процитовано 2 липня 2020.
- Podsjećanje na 9. april 1999. – bio je Veliki petak i počeo je pakao Košara (VIDEO). ИН4С[sr]. 2015.
- У паклу Кошара – неиспричана ратна прича. Политика. 2013.
- SLOBODAN MILOŠEVIĆ - HAG - 14.02.2002. STENOGRAM. milosevic-trial.org. Архів оригіналу за 17 червня 2010. Процитовано 11 лютого 2010.
- Pavković otkriva kako je izgledala bitka na Košarama: NATO, OVK i albanska vojska nisu nam oteli ni pedalj zemlje!. Srbija danas. 20 червня 2017.
- Bitka na Paštriku - bitka za Srbiju. Svedok. Архів оригіналу за 12 листопада 2017. Процитовано 11 листопада 2017.
- Komandant odbrane Košara o najtezoj bici kopnene agresije na SRJ. Srbel.net. Архів оригіналу за 12 травня 2013.

### Відео
- Heroji Bitke za Košare (RTS emisija Dozvolite) на YouTube
- Dozvolite 1363: Bitka za Košare - neispričana priča (RTS emisija Dozvolite) на YouTube
- Досије Кошаре 1999 / пролог на YouTube
- DIREKTNO KOŠARE 03 10 2017 на YouTube
- Пакао! Херојска одбрана Кошара 1999. године 12.09.2017. на YouTube